# Cá trèn đá
Kryptopterus cryptopterus (Cá trèn xanh hay Cá trèn đá) là một loài cá da trơn loài điển hình của chi Kryptopterus. Nó có thể được phân biệt với tất cả các đồng loại của nó, ngoại trừ loài mới được phân loài Kryptopterus geminus. Loài này phát triển đến chiều dài 14,6 cm (5,7 in).
Loài này được tìm thấy ở bán đảo Malaysia, Borneo và Sumatra. Mẫu vật từ Campuchia, Lào, Thái Lan và Việt Nam trước đây được gán cho loài này được công nhận là một loài riêng biệt, K. geminus. K. cryptopterus có thể được phân biệt với K. geminus bởi đầu của nó rộng hơn, mõm ngắn hơn, vây hậu môn ngắn hơn và mắt hướng về bụng nhiều hơn.